# 李進秋
李進秋（英語：Jenny Li Chun-chau，香港東區區議會樂康選區前區議員。
2011年11月23日，李進秋以2,396票數擊敗曾健成，再次當選為東區區議會成員。但到了2019年，李進秋雖然得到2800票，但相差對手曾健成763票，連任失敗。

## 家庭
李進秋有一女兒俞卓君，2024年成為西貢區議會委任議員。

## 榮譽
李進秋於2011年獲行政長官社區服務獎狀。